# Honke
Le honke (本家) est le principal ménage d'une famille japonaise. La tête d'un ménage et son successeur résident dans le honke tandis que des branches collatérales établissent un bunke. La relation honke-bunke se reflète également dans la relation entre les entreprises japonaises et leurs filiales.